# Szuwar mannowy
Zespół manny mielec, szuwar mannowy (Glycerietum maximae) – syntakson w randze zespołu budowany przez słodkowodny makrofit: mannę mielec. Należy do klasy zespołów szuwarowych Phragmitetea.

## Charakterystyka
Wysoki (do 1,5–2 m) szuwar trawiasty zajmujący stosunkowo płytkie (kilkadziesiąt cm głębokości), okresowo wysychające wody stojące i płynące różnych typów zbiorników i cieków. Występuje na podłożach zamulonych - od mineralnego (piasek) do całkowicie torfowego. Odczyn wody zbliżony do obojętnego (pH 6–8,5). Dominuje manna mielec, jednak zbiorowisko jest zwykle bogate florystycznie.
W małych zbiornikach (np. rowach) może pokrywać całą powierzchnię, w większych sąsiaduje ze zbiorowiskami roślin szuwarowo-wodnych, a od strony lądu z szuwarami turzycowymi.
Zespół cechuje się znaczną produkcją biomasy i odgrywa istotną rolę w lądowaceniu zbiorników wodnych.
Występowanie
W Polsce pospolite na terenie całego kraju.
Charakterystyczna kombinacja gatunków
ChAss. : manna mielec (Glyceria aquatica).
ChGrAss : mozga trzcinowata (Phalaris arundinacea).
ChAll. : tatarak zwyczajny (Acorus calamus), sitowiec nadmorski (Bulboschoenus maritimus), łączeń baldaszkowy (Butomus umbellatus), kropidło wodne (Oenanthe aquatica), rzepicha ziemnowodna (Rorippa amphibia), strzałka wodna (Sagittaria sagittifolia), oczeret jeziorny (Schoenoplectus lacustris), jeżogłówka pojedyncza (Sparganium emersum), jeżogłówka gałęzista (Sparganium erectum).
ChCl. : żabieniec babka wodna (Alisma plantago-aquatica), ponikło błotne (Eleocharis palustris), skrzyp bagienny (Equisetum fluviatile), manna mielec (Glyceria maxima), trzcina pospolita (Phragmites australis), szczaw lancetowaty (Rumex hydrolapathum), oczeret Tabernemontana (Schoenoplectus tabernaemontani), marek szerokolistny (Sium latifolium), pałka szerokolistna (Typha latifolia).
Typowe gatunki
Charakterystyczna kombinacja gatunków zbiorowiska ma znaczenie dla diagnostyki syntaksonomicznej, jednak nie wszystkie składające się na nią gatunki występują często. Dominantem jest manna mielec. Inne częściej występujące gatunki to: skrzyp bagienny, rzepicha ziemnowodna, szczaw lancetowaty, marek szerokolistny, przytulia błotna, żabieniec babka wodna, turzyca zaostrzona, kosaciec żółty, rzęsa drobna, rzęsa trójrowkowa i spirodela wielokorzeniowa.